# 나이라 증언
나이라 증언(영어: Nayirah testimony)은 1990년 10월 10일 미국 의회 인권위원회에서 당시 나이라(아랍어: نيرة, Nayirah)라는 이름으로 알려진 15세 소녀가 한 허위 증언이다. 이 증언은 널리 보도되었고 다수의 미국 상원의원과 조지 H. W. 부시 미국 대통령은 걸프 전쟁에서 쿠웨이트를 지원해야 한다는 근거로 이 증언을 여러 번 인용하였다.
1992년, 나이라의 성씨가 알사바(아랍어: الصباح, Al-Ṣabaḥ)이고 나이라의 아버지는 주미 쿠웨이트 대사 사우드 알사바라는 사실이 알려졌다. 또, 나이라의 증언은 미국의 홍보 회사 힐 앤드 놀튼에서 쿠웨이트 정부를 위해 진행한 홍보 작전의 일환으로 꾸며낸 거짓 증언임이 드러났다. 그리고 이를 꾸민 쿠웨이트 국왕은 거짓 증언을 조작한 대가로 1,150만 달러를 받았다. 이후 나이라의 증언은 현대의 잔혹행위 선전(영어: atrocity propaganda)의 고전적인 사례로 여겨지고 있다.
나이라는 이라크의 쿠웨이트 침공 뒤에 이라크 군인들이 쿠웨이트의 병원에서 신생아들을 인큐베이터에서 꺼내어 죽게 내버려 두고 인큐베이터를 훔쳐가는 모습을 보았다고 증언했다.
비정부 기구 국제앰네스티는 처음에 나이라의 증언이 사실임을 뒷받침하는 보고서 및 쿠웨이트 피난민들의 증언을 발표하였다. 미국의 쿠웨이트 해방 이후 외국 언론이 쿠웨이트에서 취재할 수 있게 되었는데, ABC 뉴스는 "쿠웨이트 간호사들과 의사들이 [...] 피난하면서 신생아를 포함한 환자들이 죽었다"는 것은 사실이지만, 이라크 군인들이 "병원 인큐베이터를 훔치고 쿠웨이트 아기 수백 명을 죽게 내버려 두었다는 것은 거의 틀림없이 사실이 아니다"라고 보고했다. 국제앰네스티 미국지부는 처음의 보고서를 철회하고 부시 정부가 "국제 인권 운동을 기회주의적으로 조종하였다"고 비판하였다.

## 증언
1990년 10월 10일 나이라는 인권위원회에 마지막 증인으로 섰다. 4분 동안 이어진 구두 증언에서 나이라는 다음과 같이 말했다.

위원장님과 위원 여러분, 제 이름은 나이라이고 저는 방금 쿠웨이트에서 빠져나왔습니다. 어머니와 저는 8월 2일에 쿠웨이트에서 평화로운 여름 휴가를 보내고 있었습니다. 제 언니가 7월 29일에 아이를 낳았고 저희는 언니와 함께 쿠웨이트에서 잠시 시간을 보내고 싶었습니다.
저의 10학년 급우들이 저와 같은 여름방학을 보내지 않았기를 기도할 뿐입니다. 때로 저는 제가 어른이 되기를, 빨리 자라기를 바라기도 했습니다. 쿠웨이트의 어린이들과 제 나라에 일어난 일들은 제 삶을 영원히 바꿔놓았고, 노소를 불문하고 모든 쿠웨이트인의 삶을 바꿔놓았습니다. 우리는 이제 더는 어린이가 아닙니다.
제 언니는 태어난 지 5일 된 제 조카를 데리고 위험을 피하고자 사막을 건넜습니다. 쿠웨이트에는 아기가 마실 우유가 없습니다. 두 사람이 탄 차는 사막에서 모래에 빠졌고 사우디아라비아에서 도와주러 온 사람들 덕분에 겨우 탈출할 수 있었습니다.
저는 쿠웨이트에 남았고 제 나라를 위해 무언가 하고 싶었습니다. 침공 2주 뒤에 저는 역시 도움이 되고자 한 12명의 다른 여성들과 함께 알이다르 병원에 봉사자로 자원했습니다. 제가 자원봉사자 중에서 가장 어렸습니다. 다른 여성들은 스무 살에서 서른 살 사이였습니다.
그곳에 있는 동안 저는 이라크 군인들이 총을 들고 병원에 들어오는 것을 보았습니다. 그들은 인큐베이터에서 아기들을 꺼내고, 인큐베이터를 가져가면서 아이들이 차가운 바닥에서 죽어가도록 내버려 두었습니다. 충격적이었습니다. 저는 조산아로 태어났다면 그날 같이 죽었을 수도 있는 제 조카를 떠올리지 않을 수 없었습니다. 제가 병원을 떠난 뒤에, 친구들과 저는 이라크의 침공을 규탄하는 전단지를 배포하고 다녔지만 이라크인들이 우리를 보면 죽일 수도 있다는 경고를 듣고 그만두었습니다.
이라크인들은 쿠웨이트에 있는 모든 것을 파괴했습니다. 슈퍼에서 음식을, 약국에서 약품을, 공장에서 의료품을 빼앗았고, 사람들의 집을 뒤집어엎고는 이웃들과 친구들을 고문했습니다.
저는 이라크인들에게 고문당하고 풀려난 제 친구를 보고 이야기를 나눴습니다. 그는 스물두 살이지만 노인처럼 보였습니다. 이라크인들은 그가 거의 익사할 때까지 그의 머리를 수영장에 밀어넣었습니다. 그들은 그의 손톱을 뽑아냈고 민감하고 사적인 부위에 전기충격을 주었습니다. 살아남은 것이 행운입니다.
이라크 병사가 마을에서 죽은 채로 발견되면, 그들은 주변의 모든 집을 불태우고 잿더미와 돌무더기만 남을 때까지 소방관들이 오지 못하도록 막았습니다.
저와 가족들이 쿠웨이트를 빠져나오는 길에 이라크인들은 부시 대통령을 비웃고 저희를 언어적, 신체적으로 학대했습니다. 우리가 떠난 것은 쿠웨이트에서의 삶을 더는 견딜 수 없게 되었기 때문입니다. 그들은 우리로 하여금 우리 나라와 정부를 상징하는 모든 것을 숨기거나 불태우거나 파괴하도록 강요했습니다.
저는 쿠웨이트가 우리의 어머니이고 국왕이 우리의 아버지임을 강조하고 싶습니다. 우리는 이 말을 이라크인들이 우리에게 총을 쏘기 시작할 때까지 지붕 위에서 외쳤고, 또다시 외칠 것입니다. 저는 제가 열다섯 살이라는 것, 사담 후세인이 파괴하기 전의 쿠웨이트를 기억할 수 있을 만큼 나이들었지만 그것을 재건할 수 있을 만큼 젊다는 것이 기쁩니다.
감사합니다.

## 같이 보기
- 미국의 해외 개입
- 미국 제국주의
- 통킹만 사건

### 논문
- Bishop, Ed (April 2003). “Not so ancient history”. 《St. Louis Journalism Review》.
- Cull, Nicholas J. (Fall 2006). “'The Perfect War': US Public Diplomacy and International Broadcasting During Desert Shield and Desert Storm, 1990/1991”. 《Transnational Broadcasting Studies》. 2011년 4월 5일에 원본 문서에서 보존된 문서. 2011년 3월 18일에 확인함.
- Fowler, Giles; Fedler, Fred (1991). “A Farewell to Truth: Lies, Rumors and Propaganda as the Press Goes to War”. 《Florida Communication Journal》 22 (1): 22–34. ISSN 1050-3366.
- Gilboa, Eytan (2001). “Diplomacy in the media age: Three models of uses and effects”. 《Diplomacy & Statecraft》 12 (2): 1–28. doi:10.1080/09592290108406201. ISSN 0959-2296.
- Grunig, James E. (Summer 1993). “Public relations and international affairs: effects, ethics and responsibility”. 《Journal of International Affairs》 47 (1): 137–162. ISSN 0022-197X.[깨진 링크(과거 내용 찾기)](구독 필요)
- Mundy, Alicia (September–October 1992). “Is the press any match for powerhouse P.R.?”. 《Columbia Journalism Review》. 2007년 10월 31일에 원본 문서 (PDF)에서 보존된 문서.
- Pratt, C (1994). “Hill & Knowlton's two ethical dilemmas”. 《Public Relations Review》 20 (3): 277–294. doi:10.1016/0363-8111(94)90041-8. ISSN 0363-8111.
- Rendall, Steve; Hart, Peter; Hollar, Julie (January–February 2006). “20 Stories That Made a Difference”. 《Extra!》 19 (1): 23–28. ISSN 0895-2310.
- Roschwalb, S (1994). “The Hill & Knowlton cases: A brief on the controversy”. 《Public Relations Review》 20 (3): 267–276. doi:10.1016/0363-8111(94)90040-X. ISSN 0363-8111.
- Rowse, Ted (September 1992). “Kuwaitgate – killing of Kuwaiti babies by Iraqi soldiers exaggerated”. 《The Washington Monthly》.
- Rowse, Arthur E. (September–October 1992). “How to build support for war”. 《Columbia Journalism Review》. 2008년 4월 20일에 원본 문서에서 보존된 문서.
- Walton, Douglas (1995). “Appeal to pity: A case study of theargumentum ad misericordiam” (PDF). 《Argumentation》 9 (5): 769–784. doi:10.1007/BF00744757. ISSN 0920-427X. S2CID 18245372.

- “Nayirah's Testimony”. 《C-SPAN》. 2017년 10월 17일에 확인함.
- “How PR Sold the War in the Persian Gulf”. 《PR Watch》. PR Watch. 2013년 7월 5일에 확인함.
- “Gulf War ground offensive begins”. 《History》. A&E Tevelvision Networks.
- “Deception on Capitol Hill”. The New York Times. 1992년 1월 15일.

### 책
- Andersen, Robin (2006). 《A century of media, a century of war》. Peter Lang. 170–172쪽. ISBN 978-0-8204-7893-7.
- Baillargeon, Normand (2008년 1월 4일). 《A short course in intellectual self-defense》. Seven Stories Press. ISBN 978-1-58322-765-7.
- Barra, Ximena de la; Buono, Richard Alan Dello (2009). 《Latin America after the neoliberal debacle: another region is possible》. Rowman & Littlefield Publishers. ISBN 978-0-7425-6605-7.
- Bennett, W. Lance; Paletz, David L. (1994). 《Taken by storm: the media, public opinion, and U.S. foreign policy in the Gulf War》. University of Chicago Press. ISBN 978-0-226-04259-6.
- Bivens, Rena Kim (October 2008). 《The Road to War: Manufacturing Public Opinion in Support of U.S. Foreign Policy Goals》. GRIN Verlag. ISBN 978-3-640-17931-2.
- Carpenter, Ted Galen (1995). 《The captive press: foreign policy crises and the First Amendment》. Cato Institute. 192쪽. ISBN 978-1-882577-22-4.
- Doorley, John; Garcia, Helio Fred (2006년 10월 20일). 《Reputation management: the key to successful public relations and corporate communication》. Taylor & Francis. ISBN 978-0-415-97470-7.
- Eemeren, Frans H. van (2009). 《Examining Argumentation in Context: Fifteen Studies on Strategic Maneuvering》. John Benjamins Publishing Company. 70–71쪽. ISBN 978-90-272-1118-7.
- Effarah, Jamil E. (September 2007). 《Think Palestine to Unlock Us-Israelis and Arabs Conflicts》. AuthorHouse. 240쪽. ISBN 978-1-4343-3252-3.
- Ewen, Stuart (1998년 10월 22일). 《PR!: a social history of spin》. Basic Books. ISBN 978-0-465-06179-2.
- Foerstel, Herbert N. (June 2001). 《From Watergate to Monicagate: ten controversies in modern journalism and media》. Greenwood Publishing Group. 51–52쪽. ISBN 978-0-313-31163-5.
- Frenay, Robert (2006년 3월 30일). 《Pulse: the coming age of systems and machines inspired by living things》. Macmillan. 412–413쪽. ISBN 978-0-374-11327-8.
- Gardner, Lloyd C. (2010년 3월 2일). 《The Long Road to Baghdad: A History of U.S. Foreign Policy from the 1970s to the Present》. The New Press. ISBN 978-1-59558-476-2.
- Grandin, Greg (2007). 《Empire's Workshop: Latin America, the United States, and the Rise of the New Imperialism》. Macmillan. ISBN 978-0-8050-8323-1.
- Jaco, Charles (2002년 1월 1일). 《The complete idiot's guide to the Gulf War》. Penguin. ISBN 978-0-02-864324-3.
- Jamieson, Kathleen Hall; Waldman, Paul (2004년 6월 21일). 《The press effect: politicians, journalists, and the stories that shape the political world》. Oxford University Press US. 19쪽. ISBN 978-0-19-517329-1.
- Knightley, Phillip (2004). 《The first casualty: the war correspondent as hero and myth-maker from the Crimea to Iraq》. JHU Press. ISBN 978-0-8018-8030-8.
- Loehr, Davidson (2005년 10월 11일). 《America, fascism, and God: sermons from a heretical preacher》. Chelsea Green Publishing. ISBN 978-1-931498-93-7.
- Maass, Peter (2010년 8월 10일). 《Crude World: The Violent Twilight of Oil》. Random House Digital, Inc. ISBN 978-1-4000-7545-4.
- MacArthur, John R. (2004). 《Second front: censorship and propaganda in the 1991 Gulf War》. University of California Press. ISBN 978-0-520-24231-9.
- Manheim, Jarol B. (1994년 1월 2일). 《Strategic public diplomacy and American foreign policy: the evolution of influence》. Oxford University Press. ISBN 978-0-19-508738-3.
- Marlin, Randal (2002). 《Propaganda and the ethics of persuasion》. Broadview Press. ISBN 978-1-55111-376-0.
- McCusker, Gerry (March 2006). 〈Propaganda-Truth is the first casualty of PR War〉. 《Public Relations Disasters: Talespin--Inside Stories and Lessons Learnt》. Kogan Page Publishers. 196–198쪽. ISBN 978-0-7494-4572-0.
- McPherson, James Brian (2006). 《Journalism at the end of the American century, 1965-present》. Greenwood Publishing Group. ISBN 978-0-313-31780-4.
- Miller, Karen S. (1999). 《The voice of business: Hill & Knowlton and postwar public relations》. UNC Press Books. 182–183쪽. ISBN 978-0-8078-2439-9.
- Müller-Kulmann, Thomas (November 2007). 《Propaganda and Censorship in Gulf War I》. GRIN Verlag. 6–7쪽. ISBN 978-3-638-78145-9.
- Phillips, Kevin P. (2004년 9월 6일). 《American dynasty: aristocracy, fortune, and the politics of deceit in the house of Bush》. Penguin. 309쪽. ISBN 978-0-14-303431-5.
- Rossi, Melissa L. (2005년 11월 29일). 《What every American should know about who's really running the world: the people, corporations, and organizations that control our future》. Penguin. ISBN 978-0-452-28615-3.
- Spragens, William C. (1995). 《Electronic magazines: soft news programs on network television》. Greenwood Publishing Group. 51쪽. ISBN 978-0-275-94155-0.
- Sriramesh, Krishnamurthy (2009년 1월 10일). 《The global public relations handbook: theory, research, and practice》. Taylor & Francis. 864–865쪽. ISBN 978-0-415-99513-9.
- Stauber, John Clyde; Rampton, Sheldon (1995). 《Toxic sludge is good for you: lies, damn lies, and the public relations industry》. Common Courage Press. ISBN 978-1-56751-060-7.
- Trento, Susan B. (October 1992). 《The power house: Robert Keith Gray and the selling of access and influence in Washington》. St. Martin's Press. ISBN 978-0-312-08319-9.
- Unger, Craig (2004년 3월 16일). 《House of Bush, house of Saud: the secret relationship between the world's two most powerful dynasties》. Simon and Schuster. ISBN 978-0-7432-5337-6.
- Walton, Douglas N. (June 1997). 〈The Nayirah Case〉. 《Appeal to pity: Argumentum ad misericordiam》. SUNY Press. ISBN 978-0-7914-3461-1.
- Winkler, Carol (2006). 《In the name of terrorism: presidents on political violence in the post-World War II era》. SUNY Press. ISBN 978-0-7914-6617-9.
- Willis, Jim; Willis, William James (2007). 《The media effect: how the news influences politics and government》. Greenwood Publishing Group. 3쪽. ISBN 978-0-275-99496-9.
- Winter, James P. (1992). 《Common cents: media portrayal of the Gulf War and other events》. Black Rose Books Ltd. 25쪽. ISBN 978-1-895431-24-7.
- Foundation for Public Relations Research and Education (U.S.) (1997). 《Public relations review》. JAI Press.